# Francesco Montenegro
Francesco Montenegro (nascut el 22 de maig de 1946) és un cardenal de l'Església Catòlica. Des del 2008 serveix com a arquebisbe d'Agrigent.

## Biografia
Francesco Montenegro va néixer a Messina el 22 de maig de 1946. Estudià filosofia i teologia al Seminari Arxidiòcesà de Sant Pius X de la ciutat. Va ser ordenat prevere el 8 d'agost de 1969 i continuà els seus estudis al Ignatianum de Messina. Va fer treball de parròquia entre 1969 i 1971 a la rodalia de la ciutat de Messina i entre 1971-78 serví com a secretari dels arquebisbes de Messina Francesco Fasola i Ignazio Reedy.
Entre 1978 i 1988 ha estat retor de la parròquia de Sant Climent a Messina, director de Caritas diocesana, delegat regional de Caritas i, finalment, representant regional de Caritas Italiana. També ha exercit com a professor de religió, assistent diocesà del Centre d'Esports Italià, director diocesà de l'Apostolat de Pregària, rector del Santuari de Santa Rita i director espiritual del seminari menor i membre del Consell Presbiteral.
Entre 1997 i 2000 serví com a pro-vicari general de l'arquebisbat de Messina-Lipari-Santa Lucia del Mela i serví des de l'inici el 1998 com a canonge proto-metropolità del capítol de la catedral de Messina i prelat honorífic de Sa Santedat.
El 18 de març de 2000, el Papa Joan Pau II el nomenà bisbe auxiliar de Messina-Lipari-Saint Lucia del Mela i bisbe titular d'Aurusuliana. Rebé la consagració episcopal el 29 d'abril a la catedral de Messina de mans de l'arquebisbe Giovanni Marra, amb l'arquebisbe Ignazio Cannavò i el bisbe Francesco Sgalambro com a co-consagradors.
Entre maig de 2003 i maig de 2008 va presidir Caritas Italiana.
El 23 de febrer de 2008 el Papa Benet XVI el nomenà arquebisbe d'Agrigent, rellevant a Carmelo Ferraro, qui havia dimitit en complir l'edat prevista. Va prendre possessió de l'arxidiòcesi el 17 de maig.
Des del maig de 2013 ha presidit la Comissió pels Migrats de la Conferència Episcopal Italiana.
El 4 de gener de 2015 el Papa Francesc anuncià que el faria cardenal durant el consistori que se celebraria a Roma el 14 de febrer. A la cerimònia se li assignà l'església titular de Santi Andrea e Gregorio al Monte Celio.